# Orkiestra wojskowa

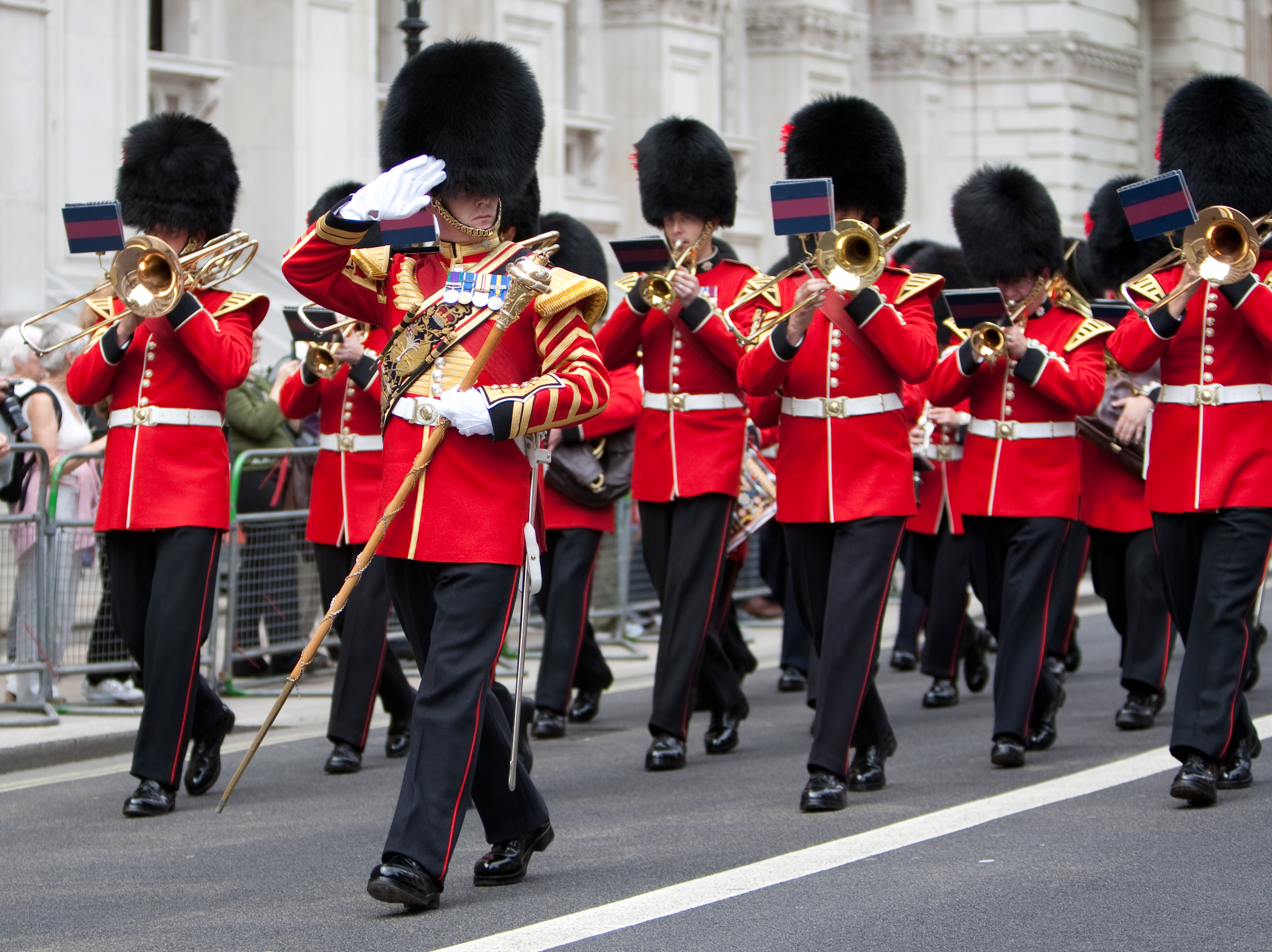
Orkiestra Wojskowa brytyjskiego pułku Welsh Guards

Orkiestra wojskowa – formacja wojskowa (a zarazem grupa muzyczna), której głównym zadaniem w czasie pokoju jest uświetnianie uroczystości (głównie wojskowych) akompaniamentem muzycznym. Orkiestry wojskowe występują we wszystkich armiach świata; grają zazwyczaj utwory marszowe, często wykonują swój repertuar na wolnym powietrzu, nierzadko podczas przemarszu (jako orkiestra marszowa), niekiedy podczas specjalnego pokazu musztry paradnej.
Orkiestry wojskowe podczas swoich koncertów i pokazów mogą występować w różnych ubiorach, także historycznych. Często jednak, dla odróżnienia ich umundurowania od innych formacji wojskowych, na ramionach w górnej ich części noszą dodatkowo pasiaste nakrycia części rękawa. Odróżnienie takie stosowane jest także niekiedy w polskich orkiestrach wojskowych (jak również podobnie zorganizowanych orkiestrach policyjnych).

## W Polsce

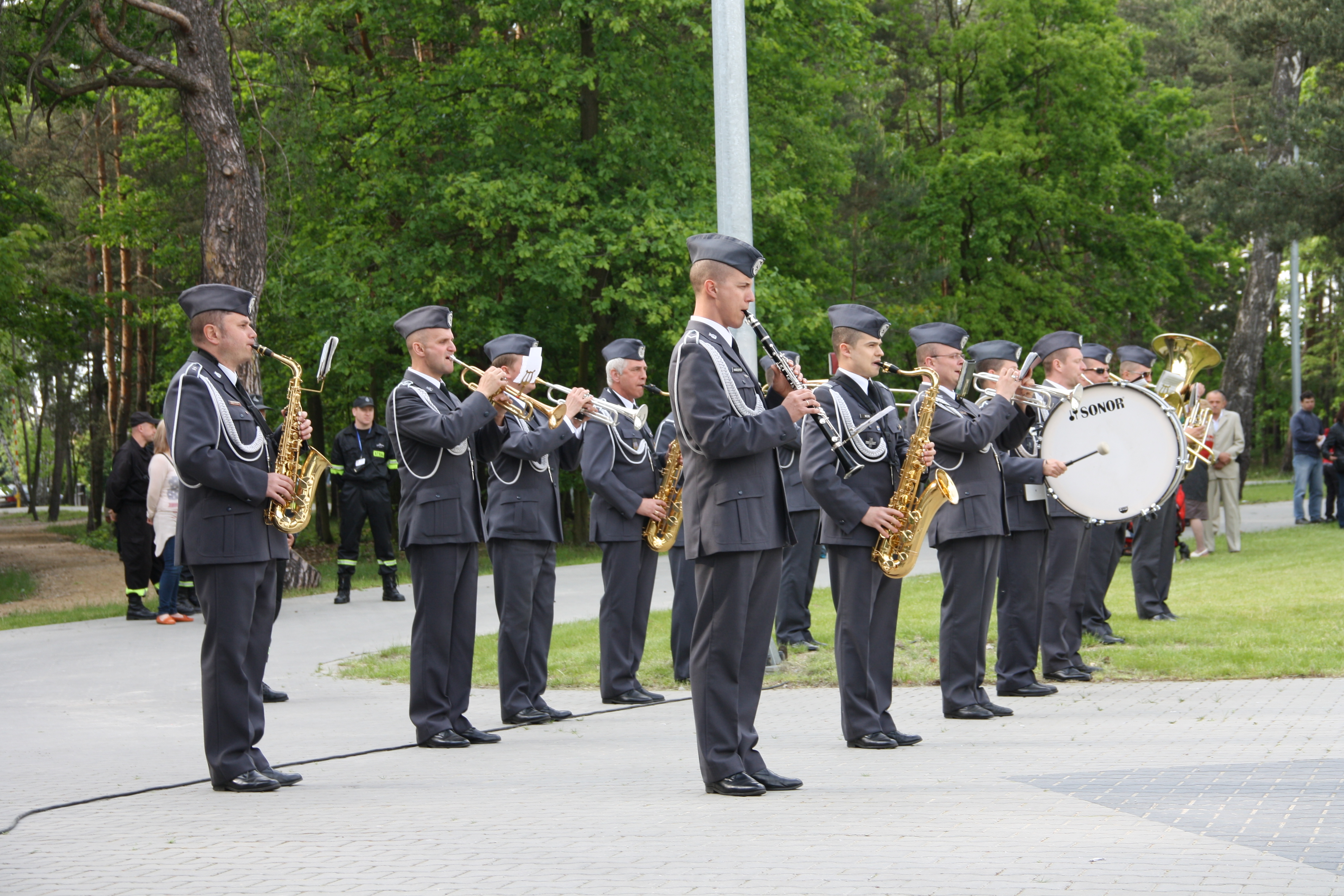
Orkiestra Wojskowa Sił Powietrznych z Bytomia

W Polsce swoje orkiestry ma każdy garnizon wojskowy; oprócz wojskowych orkiestr garnizonowych każdy rodzaj Sił Zbrojnych ma także swoją orkiestrę reprezentacyjną (np. Orkiestra Reprezentacyjna Wojska Polskiego im. gen. Józefa Wybickiego w Warszawie, Orkiestra Reprezentacyjna Marynarki Wojennej Rzeczypospolitej Polskiej w Gdyni, Orkiestra Reprezentacyjna Sił Powietrznych w Poznaniu); swoje orkiestry reprezentacyjne mają także okręgi wojskowe.
Na przeszkolenie do orkiestry wojskowej przyjmowani są (w Szkole Podoficerskiej Wojsk Lądowych w Zegrzu) kandydaci i kandydatki w wieku lat co najmniej 18, którzy ukończyli średnią szkołę muzyczną (instrument dęty lub perkusja). Oprócz wiedzy ogólnej oraz muzycznej kandydaci muszą wykazać się sprawnością fizyczną wystarczającą do pełnienia zawodowej służby wojskowej.
W Ludowym Wojsku Polskim pododdziały orkiestr wojskowych były szkolone – oprócz specjalistycznych zajęć muzycznych oraz zajęć ogólnowojskowych – także w zakresie tzw. "higieny pola walki" na wypadek wojny; pojęciem tym nazywano grzebanie ciał poległych.